# ناحية سومر
سومر مدينة عراقية وإحدى الاقضية التابع لمحافظة القادسية في وسط جنوب العراق. تسمى أيضا مدينة الحسين الصغيرة لما تقدمة من مجالس حسينية وشهداء الجهاد الكفائي و خدمات لزوار الامام الحسين عليه السلام، كما يوجد مرقد الامام الفضل ابن محمد بن الفضل ابن العباس عليهم السلام ومقام الامام ابن الكاظم (أبو عنجورة) عليه السلام وتعتبر من المدن الرئيسية التي انطلقت منها ثورة العشرين ضد الاستعمار البريطاني أوائل القرن العشرين. كما توجد في المدينة آثار ذات قيمة تاريخية كبيرة إذ انها تعود إلى السلالات السومرية والاشورية، مثل منطقة ( الزبلية) وأبو ( الصلابيخ)وغيرها من الاثار التراثية القديمة.

## الموقع الجغرافي
تقع شمالي شمال شرق محافظة الديوانية تحدها من الجنوب قضاء عفك من الغرب قضاء الدغارة ومن الشمال حدودية مع محافظة بابل في الفرات الأوسط وتشكل موقع استراتيجي بالنسبة لطريق السريع الرابط بين المحافظات الوسط والجنوب وتبعد عن العاصمة بغداد حوالي 180 كيلو متر تقريبا.